# Mikkel Hansen
Mikkel Hansen (Helsingor, Dinamarca 22 d'octubre de 1987) és un jugador d'handbol danès, que juga al PSG Handball.

## Trajectòria esportiva
Es va incorporar al FC Barcelona el juny de 2008. Hansen és considerat com un dels millors talents que hi ha hagut mai a l'handbol danès. Anteriorment va jugar pel club d'handbol del club danès GOG Svendborg, amb el qual va guanyar el campionat danès el 2007.
Recents gestes de l'equip nacional inclouen un miraculós tir lliure que suposà el gol de la victòria en els últims segons de la final que va classificar Dinamarca 25-24 als Jocs Olímpics de Pequín.